# 苑少军
苑少军（1969年—），辽宁葫芦岛人，汉族，中华人民共和国政治人物、第十二届全国人民代表大会广东地区代表。
毕业于中国石油大学石油加工专业。2013年，担任全国人大代表。